# Тартус (район)
Тартус (араб. منطقة طرطوس‎) — район (минтака) в составе мухафазы Тартус, Сирия.
Административный центр — город Тартус.

## География
Район расположен в западной части мухафазы. На севере граничит с районом Банияс, на северо-востоке — с районом Эш-Шейх-Бадр, на востоке — с районами Дурейкиш и Сафита, на севере — с территорией мухафазы Латакия, на юго-востоке — с территорией мухафазы Хомс, на юге — с территорией Ливана, на западе омывается водами Средиземного моря.

## Административное деление
Административно район Тартус разделён на семь нахий:
| Нахия            | Административный центр | Население (2004 г.), чел. | Карта |
| ---------------- | ---------------------- | ------------------------- | ----- |
| Арвад            | Арвад                  | 4403                      |       |
| Тартус           | Тартус                 | 162 980                   |       |
| Хербет-эль-Мааза | Хирбет-эль-Мааза       | 22 897                    |       |
| Эль-Карима       | Эль-Карима             | 17 271                    |       |
| Эль-Хамидия      | Эль-Хамидия            | 20 309                    |       |
| Эс-Сауда         | Эс-Сауда               | 32 295                    |       |
| Эс-Сафсафа       | Эс-Сафсафа             | 23 416                    |       |